# Línea 385 (Buenos Aires)
La línea 385 es una línea de colectivos del área metropolitana de Buenos Aires. Une la estación Glew con la estación Guernica y el B San Martin pasando por Numancia, el servicio es prestado por la Empresa San Vicente S.A.T. Este transporte cuenta con SUBE.

## Recorridos
- Glew - Guernica X 33 X Numancia
- Glew - Guernica X 106 X Numancia
- Glew - Bº San Martín X Numancia